# Грб Тогоа
Грб Тога је званични хералдички симбол афричке државе Того. Грб је службено усвојен 14. марта 1962. године.

## Опис грба
На грбу се налазе два црвена лава који симболизују храброст народа. Луком и стрелама које држе позивају све грађане на активно учествују у одбрани слободе земље. Између лавова је златни штит на којем је исписано RT (скраћено од République Togolaise, службеног назива државе). Изнад штита су две заставе Тогоа и трака с државним мотом Union, Paix, Solidarite (Јединство, мир, солидарност). Пређашњи државни мото је гласио: Travail, Liberté, Patrie (Рад, слобода, домовина).